# Czterowymiarowość
Czterowymiarowość (ang. four dimensionalism) – pogląd, że przeszłość, teraźniejszość i przyszłość są jednakowo realne.
Oznacza to, że na przykład dinozaury, czy cywilizacja na Marsie istnieją, choć nie w chwili obecnej, ale jednak istnieją (w przeszłości, teraźniejszości bądź przyszłości). Sytuację tę można zobrazować w sposób trójwymiarowy – to, że stoję w Warszawie, nie oznacza wcale, że Tokio czy Rzym nie istnieją. Miasta te są tak samo realne jak to, w którym się obecnie znajduje, podobnie jak to samo miejsce na Ziemi w przeszłości bądź w przyszłości.
Przykładem obecności czterowymiarowości w literaturze jest książka Kurta Vonneguta Rzeźnia numer pięć.